# Serra de Coscoll
La Serra de Coscoll és una serra situada al municipi de Camarasa a la comarca de la Noguera, amb una elevació màxima de 487 metres. És un contrafort a ponent de la Muntanya de Sant Mamet.